# Il voto della morte
Il voto della morte (국민사형투표?, GungminsahyeongtupyoLR; lett. "Voto nazionale sulla pena di morte") è una serie televisiva sudcoreana trasmessa su SBS TV dal 10 agosto al 16 novembre 2023, tratta dall'omonimo webtoon di Uhm Se-yoon e Jung Yi-pum. In lingua italiana è disponibile su Prime Video.

## Trama
Una misteriosa figura nota come Gaetal conduce dei sondaggi via SMS per decidere se mettere a morte i criminali, e procede con l'ucciderli se almeno il 50% vota a favore.

## Personaggi e interpreti
- Kim Moo-chan, interpretato da Park Hae-jin
- Kwon Seok-joo, interpretato da Park Sung-woong
- Joo Hyeon, interpretata da Lim Ji-yeon

## Riconoscimenti
- SBS Drama Award[4][5][6][7][8][9]
  - 2023 – Premio all'alta eccellenza, attore in un drama d'azione a Park Sung-woong
  - 2023 – Miglior giovane attore a Choi Hyun-jin
  - 2023 – Miglior nuova attrice a Kwon Ah-reum
  - 2023 – Candidatura Premio all'alta eccellenza, attore in un drama d'azione a Park Hae-jin
  - 2023 – Candidatura Premio all'alta eccellenza, attrice in un drama d'azione a Lim Ji-yeon
  - 2023 – Candidatura Miglior performance di sostegno in un drama d'azione a Shin Jung-geun
  - 2023 – Candidatura Premio all'eccellenza, attore in un drama d'azione Kim Kwon
  - 2023 – Candidatura Premio all'eccellenza, attrice in un drama d'azione Kim Yoo-mi